# Gra z Cieniem
Gra z Cieniem – polski serial telewizyjny w reżyserii Kingi Dębskiej, emitowany na antenie TVP1 od 15 września do 8 grudnia 2024. 
Akcja serialu toczy się w 1951 roku w: Warszawie, Łodzi (ul. Tuwima 36, budynek Sądu Apelacyjnego przy al. Kościuszki 65, skrzyżowanie ulic Kilińskiego i Tuwima, sala kinowa w budynku rektoratu Szkoły Filmowej przy ul. Targowej 61/63), Kaliszu, Zgierzu, Pabianicach, Bełchatowie, Dobroniu, Łasku, Kolumnie, Nowym Sączu, Krościenku oraz Olkuszu i opowiada o losach Heleny Bielawskiej, lekarki skazanej za zbrodnię, której nie popełniła.

## Obsada
- Natalia Rybicka – Helena Bielawska, lekarz, chirurg, więźniarka
- Marcin Hycnar – Witold Kosek (Jerzy Sztyller), major UB
- Grzegorz Małecki – Tomasz Porada, syn Profesor Porady
- Marcin Czarnik – Adam Dubelski, człowiek Bartmana, agent londyński, udaje komunistę
- Wiesław Cichy – Jakub Bartman, pułkownik UB
- Kinga Preis – Staszka Andrus, góralka, przemytniczka, więźniarka
- Alicja Stasiewicz – Iga Broussard, więźniarka
- Elżbieta Zajko – Basia Lewocka, więźniarka, w ciąży
- Julia Wyszyńska – Pola Niedzielan, więźniarka
- Weronika Warchoł – Marta Zuchowicz, komunistka, więźniarka
- Karolina Gruszka – Nina Nielsen (Janina Geller), żona Larsa, córka żydowskiego bankiera
- Ewa Wiśniewska – Profesor Porada, szefowa kliniki, matka Tomasza Porady
- Anna Dereszowska – Ministrowa, żona ministra
- Cezary Żak – Ryszard, Minister Bezpieczeństwa Wewnętrznego
- Anita Sokołowska – Doktor Ewa Skarga, przyjaciółka Heleny
- Tomasz Drabek – Kapitan Skowronek, milicjant
- Tomasz Sapryk – Porczyński
- Rafał Rutkowski – Gustaw Norman, naczelnik więzienia
- Przemysław Bluszcz – Doktor Artur Zieliński, lekarz więzienny
- Joanna Kurowska – Obręba, naczelniczka więzienia
- Magdalena Smalara – Wasiakowa, strażniczka więzienia
- Iwan Małachow – Paweł Bielawski, syn Heleny
- Katarzyna Herman – Zofia Markowska
- Katarzyna Cynke – Teresa Porczyńska
- Maria Pakulnis – Matka Heleny
- Bartłomiej Kotschedoff – porucznik Skalski, szef oddziału specjalnego więzienia
- Roman Frankl – Lars Nielsen, sekretarz poselstwa Dani, mąż Niny Nielsen[3]

## Opis serialu
Odcinek 1:
W 1951 roku wywiad brytyjski stracił kontakt z ze szpiegiem o kryptonimie „Cień”, który miał przekazać informacje o wydobyciu Uranu w Polsce. Wywiad brytyjski wysyła do Polski Larsa Nielsena dla rozeznania się w sytuacji oraz uruchamia polskich agentów - w tym jednego uśpionego w UB. W Szpitalu Klinicznym w Łodzi pracuje lekarka Helena Bielawska, której szefowa kliniki Porada proponuje roczny wyjazd do Leningradu, a jej syn Tomasz Porada romansuje z Heleną. Partyjna towarzyszka Stefania Markowska proponuje swej siostrze Zofii, a następnie Helenie przekazanie listu do pułkownika Bartmana, w sprawie umożliwienia wyjazdu na leczenie do Szwajcarii. Za usługę proponuje dolary i kosztowności, ale Helena ich nie przyjmuje. W Warszawie minister Ryszard spotyka się z Koskiem, informując go, że w Kopenhadze przejęto meldunek „Cienia”, który jest w którym z polskich więzień. Informuje także, że jego dawna partnerka Markowska szantażuje go i poleca Koskowi ją uciszyć. Helena dostaje list z Polskiego Czerwonego Krzyża, że jej ukochanego Jerzego Sztyllera nie znaleziono. Kosek spotyka się z pułkownikiem Bartmanem, który poleca mu namierzenie „Cienia”, a następnie każe Dubelskiemu śledzić Koska. Następnie Kosek w przebraniu sanitariusza przyjeżdża w sanitarce do szpitala, przynosi zastrzyk z trucizną, ale odkrywa, że Markowska już nie żyje, ze szuflady zabiera list do Bartmana i nie zauważony wychodzi. Pielęgniarka Dziunia informuje Helenę o śmierci towarzyszki Markowskiej. Helena odmawia zapisania się do partii i rezygnuje z wyjazdu do Leningradu. Do szpitala przyjeżdża milicjant Skowronek i podczas rewizji w biurku Heleny milicjanci odkrywają - dolary i błyskotkę Markowskiej. Następnie prowadzą rewizję w mieszkaniu Heleny, którą posądzają o zamordowanie Markowskiej i zabierają ją. Wyrokiem sądu Helena zostaje skazana na dożywotnie więzienie. Kosek dowiaduje się od sekretarki o skazaniu lekarki.
Odcinek 2:
Lekarka Helena Bielawska zostaje przywieziona do więzienia w Olkuszu. Skalski informuje Koska, że strażniczka usłyszała w łaźni, że jedna z więźniarek mówiła o polskich pilotach handlujących lekarstwami w Dani. Dubelski informuje Bartmana, że Kosek wpadł na ślad siatki szpiegowskiej. Skalski nakazuje naczelniczce więzienia szukać informacji o pilotach. Naczelniczka nakazuje przeprowadzenie rewizji w celi, aby odszukać grypsy. Tomasz Porada postanawia odszukać winowajcę, który wrobił Helenę w zabójstwo. Helena poznaje swą dawną przyjaciółkę Staszkę Andrus. Strażniczka Nowicka przynosi naczelniczce znalezione grypsy. Kosek informuje Bartmana, że znaleziono gryps zaszyfrowany tak samo jak meldunek „Cienia”. Helena na więziennym spacerniaku symuluje chorobę i zostaje doprowadzona do doktora Zielińskiego. Prosi go o sprawdzenie co dzieje się z matką i synem Pawłem, a doktor zgadza się. Bartman żąda, aby podejrzane więźniarki przywieść na przesłuchanie do Warszawy, ale Kosek postanawia umieścić je we wspólnej celi. Sekretarz poselstwa Dani Lars Nielsen przyjeżdża z Zoną Niną do Warszawy. Podczas przeniesienia więźniarek do wspólnej celi - Skalski przedstawia Koskowi nazwiska więźniarek: Stanisława Andrus (lat 50, przemytniczka), Iga Brousard (lat 37, romanistka, pracownik naukowy), Helena Bielawska (lat 37, lekarka), Barbara Lewocka (lat 25, pracownik kolei), Pola Niedzielan (lat, 33, prostytutka), Marta Zuchowicz (lat 23, studentka, lekkoatletka).
Odcinek 3:
Bartman nalega na Koska by wydał nazwisko informatorki, ale on odmawia. Po zwolnieniu naczelniczki więzienia, nowym naczelnikiem zostaje Gustaw Norman. Dubelski informuje Koska, że Nina Nielsen jest byłą żydówką, dawną znajomą Heleny. Staszka ma widzenie z córką Jagną, a strażniczka rewiduje paczkę i pyta o dolary. Paweł Bielawski po powrocie ze szkoły odkrywa, że babcia została zamordowana. Porada spotyka się w resteuracji z pielęgniarką Dziunią. W nocy Paweł ucieka na ulicę. Porada znajduje list od doktora Zielińskiego i szuka go w hotelu, ale już wyjechał do Olkusza. Porada rozpoczyna poszukiwanie Pawła. Kosek poleca Dubelskiemu obserwację córki Staszki w Krościenku pod Nowym Targiem. Skalski pobiera od więźniarek próbki pisma do analizy grafologicznej. Helena dostaje od doktora Zielińskiego informację o śmierci Matki.
Odcinek 4:
Helena jest załamana po śmierci matki i zniknięciu syna. Paweł zostaje z ulicy przygarnięty przez złodziejaszka Cygana Mundka. W więzieniu wybucha epidemia tyfusu, a Helena zostaje przydzielona do pomocy doktorowi Zielińskiemu. Staszkę odwiedza znajomy Ślimak, a z paczki daje strażniczce dolary. Zieliński podaje Poradzie list od Heleny. W kuchni wybuchła awantura Staszki z Majcherką o gryps. Helena rozmawia ze Staszką o planowanej ucieczce. Doktor Zieliński przywozi transport szczepionek na tytus i przemyca Poradę w samochodzie na teren więzienia, aby podczas wyładunku szczepionek mógł zobaczyć Helenę. Skalski zauważa, że Helena zachowuje się jakby z kimś rozmawiała w samochodzie i wszczyna alarm. Doktor Zieliński zostaje zamknięty w piwnicy, gdzie podejmuje nieskuteczną próbę samobójczą i zostaje odwieziony do szpitala. Norman poleca Helenie szczepić personel. Helena przemyca do celi dwie ampułki ze szczepionką i razem ze Staszką je zażywają, co ma doprowadzić do wywołania objawów choroby i wyjazdu do szpitala, skąd planują uciec.
Odcinek 5:
Helena i Staszka z podejrzeniem tyfusu zostają wyniesione na noszach do izolatki, skąd mają być odwiezione do szpitala. Tam również znajdują się zwłoki dwóch kobiet na noszach. Staszka przenosi nieprzytomną Helenę i zwłoki, zamieniając miejsca na noszach. Bartman z Dubelskim jadą do Olkusza, aby zabrać Zielińskiego i Helenę na przesłuchanie do Warszawy. Nina przyjeżdża do mieszkania Heleny, gdzie spotykając Tomasza Poradę - dowiaduje się, że Helena jest w więzieniu. Helena i Staszka pod nakryciem jako zwłoki opuszczają więzienie w sanitarce. Do Olkusza przyjeżdżają Dubelski z Bartmanem, gdzie odkrywają, że Helena zniknęła, a zwłoki nadal leżą w izolatce. Podczas postoju więziennej sanitarki - Staszka z Heleną atakują dwóch sanitariuszy i usiłują uciekać, ale Helena nie jest w stanie uciekać i zostają złapane. Przyjeżdżają Dubelski z Bartmanem, strzelają śmiertelnie do sanitariuszy i zabierają więźniarki do Warszawy. Nina poleca Poradzie poszukiwanie chłopca Pawła Bielawskiego. Tomasz został zatrzymany na posterunku, gdzie milicjant Skowronek radzi mu, aby zaprzestał poszukiwania Pawła, bo poszukuje go również UB. Kosek załatwia Ninie widzenie z Heleną w więzieniu. Helena i Staszka są przesłuchiwana i torturowane, a doktor Zieliński zamordowany na przesłuchaniu w Warszawie. Kosek odkrywając u sekretarki protokół z przesłuchania - interweniuje u ministra, a Helena ze Staszka wracają do Olkusza. Kosek przywozi Ninę na widzenie do więzienia, a następnie je podsłuchuje.
Odcinek 6:
Nina na widzeniu z Heleną wymawia jej, że w czasie wojny Górczynowie wydali jej rodzinę Niemcom, rodzice zginęli, a tylko ona ocalała. Nina nie przyznaje się do wydania, ale mówi, że pudełko z majątkiem i listą konfidentów ukryła w górach. Helena nadal chce uciekać i namawia Staszkę o pomoc. Kosek romansuje z Niną w Hotelu. Pawełek jest kieszonkowcem na targowisku, gdzie pomaga kraść Cyganowi. Profesor Porada upomina syna Tomasza, by nie szukał Pawełka i obiecuje załatwić widzenie z Heleną. Kosek dzwoni do Łodzi i ponagla by szukać Pawła. Skalski interesuje się Polą Niedzielan, którą wezwał do sprzątania swego biura. Ciężarna Basia Lewocka dowiaduje się od Poli, że jej mąż jest powieszony. W efekcie wzburzenia następuje poród - z pomocą Heleny i więźniarek rodzi syna, a następnie przeniesiona do celi szpitalnej. Kosek żąda przyprowadzenia Heleny na rozmowę.
Odcinek 7:
Kosek namawia Helenę do współpracy, tłumacząc jej, że pracuje dla brytyjskiego wywiadu i poszukuje tajnej agentki. Helena wyczuwa podstęp i namawia Staszkę do ucieczki. Do celi wraca Lewocka, której odebrano urodzone dziecko. Porada dostrzega przez okno, że Paweł chodzi po targowisku i wybiega na poszukiwania. Paweł pracuje dla Mundka Cygana, jako kieszonkowy złodziejaszek. Kosek pyta milicjanta Skowronka o postępy w poszukiwaniu Pawła. Porada słyszy komunikat w radiu o zaginionym Pawle Bielawskim, a milicja wyznaczyła nagrodę za wskazanie miejsca ukrycia chłopca. Kosek poszukuje w kościele w Sieradzu metryki chrztu Pawła Bielawskiego syna Heleny, ale dowiaduje się, że w 1944 roku był ochrzczony Paweł Górczyn syn Heleny. W łaźni Staszka zostaje ranna podczas awantury z Majcherką, a celi jest rewizja. Strażnik przekazuje naczelnikowi Normanowi zaszyfrowany gryps znaleziony w celi. Norman podaje treść grypsu telefonicznie sekretarce Koska, ale Dubelski podsłuchuje rozmowę i przejmuje wiadomość. Po rozszyfrowaniu grypsu, Dubelski przekazuje Bartmanowi odczytane hasło: Wysokie budynki teraz w Warszawie budują i będą budować jeszcze wyższe.
Odcinek 8:
Bartman urządził nieudaną prowokację na tzw. rozstrzelanie licząc na ujawnienie się „Cienia”. Więźniarki znowu zaczynają planować ucieczkę. Dubelski bezskutecznie sprawdza Nielsena na hasło. Więźniarka Zuchowicz jest wezwana do Skalskiego, z powodu napisania listu do Bieruta. Kosek spotyka się z Heleną, dopytując się czy Paweł jest jego synem, z dawnej znajomości, oraz oferuje pomoc w ucieczce. Helena godzi się na współpracę, ale prosi o przeniesienie do innej celi. Więźniarki zostają przeniesione do celi nr 334. Lekarka Ewa zgłasza Tomaszowi Poradzie, że widziała Pawełka na targowisku. Kosek bezskutecznie sprawdza Larsa Nielsena na hasło, ale wchodzi Nina i mierzy do Koska z pistoletu.
Odcinek 9:
Nina jest brytyjskim agentem „James” i spotyka się z Koskiem, który jej proponuje wspólne działania w celu odbicia sześciu więźniarek, gdyż jedna z nich jest „Cieniem”. Staszka i Helena namawiają pozostałe więźniarki do ucieczki, przez dziurę na strych. Kosek zostaje potrącony przez samochód na zlecenie Bartmana. Lars proponuje Ninie wyjazd ponieważ się obawia. Gryps Staszki do Ślimaka został przechwycony i przekazany szefowi więzienia, Normanowi. Kosek ponownie rozmawia z Heleną na temat Pawła i „Cienia”. Helena przyznaje się, że planują ucieczkę. Kosek nocuje u naczelnika Normana, ale zamachowiec wynajęty przez Bartmana podpala dom koktajlem Mołotowa. Kosek wyskakuje z piętra płonącego domu, ale Norman ginie.
Odcinek 10:
Skalski przejął obowiązki naczelnika więzienia. Kosek spotyka się z Heleną, która poleca mu jechać z grypsem w góry do Ślimaka. Bartman zlikwidował zamachowca za nieudany zamach - podając zatruty alkohol, a umierającego wrzucił do rzeki. Porada ma widzenie z Heleną i mówi jej, że widział Pawła na bazarze. Kosek jedzie w góry i spotyka się ze Ślimakiem, przyjacielem Staszki, z którym przygotowuje plan ucieczki sześciu kobiet z więzienia. Milicjant Skowronek powiadamia Poradę, że jest poszukiwany przez UB i doradza mu, żeby się ukrył. Tomasz ukrywa się u znajomej pielęgniarki Dziuni, ale po awanturze ona go wypędza. Milicja zabiera Linkę na posterunek, która obawiając się aresztowania za prowadzenie meliny, postanawia wydać milicji Pawełka. Tomasz znajduje Pawełka i ukrywa go u lekarki Ewy Skargi. Milicja złapała Cygana Mundka i pytają o Pawła.
Odcinek 11:
Nina otrzymała zaszyfrowaną wiadomość z Kopenhagi i omawia z Koskiem o planie ucieczki więźniarek. Mundek i Linka zostają wypuszczeni z aresztu. Porada odwozi Pawła do Milanówka. Bartman na polecenie ministra pojechał do Berlina, kiedy dowiaduje się, że afera z przemytem dzieł sztuki - w którą jest zamieszany Oleg Korowack - może go pogrążyć, znika bez śladu. Dubelski informuje ministra, pokazując zdjęcia, że Kosek miał romans z jego żoną. Minister odsuwa Koska od śledztwa, które powierza Dubelskiemu. Kosek usiłuje się spotkać z ministrem, ale go nie zastaje. Gdy wrócił do swojego mieszkania został zaatakowany przez czekającego tam zamachowca. Po ciężkiej szamotaninie, Kosek uwolnił się i zamordował go, a przed wyjściem podpalił jego zwłoki.
Odcinek 12:
Kosek rozmawia z Niną w sprawie ucieczki więźniarek z Olkusza, a następnie odwiedza ją w Milanówku, gdzie spotyka także syna Heleny - Pawełka. Linda żona Cygana Mundka porywa Pawełka i zabiera do siebie. Tomasz Porada spotyka się z lekarką Ewa i pyta o Dziunię, ale jej nie ma w pracy. Ewa proponuje mu, aby się u niej ukrywał. Staszka ma widzenie ze Ślimakiem i uzgadniają plany ucieczki. Tomasz Porada konfrontuje się z lekarką Ewa Skargą w sprawie zabójstwa Dziuni i Markowskiej. Ewa przyznaje się, że zamordowała Markowską aby wrobić Helenę, a Dziunię by pozbyć się jedynego świadka. Lekarka Ewa wybiega na ulicę i zostaje śmiertelnie potrącona przez samochód. Tomasz Porada idzie na posterunek zgłosić zabójstwo, ale milicjant Skowronek tymczasowo go aresztuje. Staszka wchodzi na strych i sprawdza możliwości ucieczki. Kosek ze Ślimakiem czekają pod murem więzienia, a więźniarki dają z okna sygnał o gotowości do ucieczki. Skalski powiadomiony o planie ucieczki, przenosi więźniarki do celi 225, a Polę Niedzielan zabiera do siebie na tortury. Nina pakuje się na wyjazd do Zakopanego, ale Lars zamyka ją w pokoju. Nina usiłuje zejść przez balkon, ale nieszczęśliwie spada na ulicę.
Odcinek 13:
Nina po upadku z balkonu znajduje się w krytycznym stanie w szpitalu. Ślimak z Koskiem czekają w ciężarówce pod murami więzienia, aby na umówiony sygnał odebrać uciekinierów. Skalski torturuje Polę Niedzielan. W tym czasie cztery strażniczki urządzają alkoholową libację, a więźniarki robią sznur z pościeli i wywołują pożar w celi. Po otwarciu celi wybucha bunt i bijatyka więźniarek ze strażniczkami. Podczas zamieszki więźniarka Kinga Rusard ginie. Udaje się uciec tylko trzem: Staszce, Helenie i Lewockiej - zabranymi kluczami odmykają celę na górze i przez dziurę w drewnianym stropie dostają się na strych. Po sznurze spuszczają się za mury więzienia, gdzie Ślimak z Koskiem zabierają je do ciężarówki i odjeżdżają w góry. Dubelski mówi Skalskiemu, że pozostałe dwie więźniarki zabiera na przesłuchanie do Warszawy. W drodze Dubelski każe zjechać do lasu, gdzie następnie śmiertelnie strzela do kierowcy i dwóch konwojentów, a Polę Niedzielan i Martę Zuchowicz uwalnia. Przybywa jego wspólnik, który je ukrywa w leśniczówce w Spale, a on sam postrzelił się w rękę, aby upozorować napad na konwój. Nad ranem Kosek, Staszka, Helena i Lewocka docierają do przygotowanej kryjówki w jaskini. Czekają na Pawełka, którego ma przyprowadzić Ślimak i stamtąd ruszyć za granicę. Helena idzie jeszcze po pudełko z majątkiem Gellerów, które jest winna Ninie. Wśród kosztowności jest również lista konfidentów gestapo, przegląda ją i widzi, że na liście jest też Witold Kosek. Helena wraca i czyni Koskowi awanturę, że uwolnił ją tylko dlatego by zdobyć listę. Kosek grozi Helenie pistoletem, a przybyły Ślimak oznajmia, że Pawła nie dowieziono. Podczas dalszej konfrontacji Heleny z Koskiem, Lewocka również wyjmuje pistolet i strzela do Koska. Gdy Kosek leży ranny, uciekają z jaskini. W leśniczówce Dubelski rozmawia z Polą Niedzielan, która przyznaje, że nie jest „Cieniem” tylko jego informatorką. W Londynie otrzymują informację, że przyszedł kolejny meldunek „Cienia”.